# 멕시코 영화
멕시코 영화의 역사는 19세기 말과 20세기 초로 거슬러 올라간다.
멕시코 영화의 제작편수는 1953년에 76편, 70년 124편이다. 멕시코는 한동안 중남미(中南美)에서 영화의 중심이며 영화산업국으로서 1970년 현재 1,769개의 영화관과 2억 5,150만명의 관객으로 인구당 연평균 5회의 감상회수를 자랑하고 있다. 세계적으로 알려진 감독은 한국에도 수입된 바 있는 스타인 벡의 <진주>(1947)를 만든 감독 에밀리오 페르난데스이다. <마리아 간데라리아>(1944)로 인정받은 그는 돌로레스 델 리오, 마리아 펠릭스 등 여배우를 기용, <사랑하는 여인> <에스콘데드강> 등을 발표했다. 에스파냐의 거장 루이스 부뉴엘이 망명해 와서 문제작 <잊혀진 사람들>(1950) 등을 발표했다. 1952년 이래 예술적으로 후퇴하고 있으나 후고 브라치, 로베르 가바르동 등 1950년대의 감독들의 활약이 컸던 영화산업국이다.

## 같이 보기
- 아리엘상
- 영화제 목록
- 유실 영화

## 참고 자료
- 이 문서에는 다음커뮤니케이션(현 카카오)에서 GFDL 또는 CC-SA 라이선스로 배포한 글로벌 세계대백과사전의 "멕시코의 영화" 항목을 기초로 작성된 글이 포함되어 있습니다.